# 城崎溫泉車站
城崎溫泉車站（日语：／ Kinosaki-onsen eki */?）是由西日本旅客鐵道（JR西日本）所經營的鐵路車站，位於日本兵庫縣豐岡市城崎町。本站是JR西日本山陰本線沿線的主要車站之一，隸屬於近畿統括本部的管轄範圍。此站以西至伯耆大山車站的山陰本線為非電氣化路段，因此包括特急列車「城崎」、「東方白鸛」等自京都發車的山陰本線電氣化優等列車，都是以本站作為終點站。

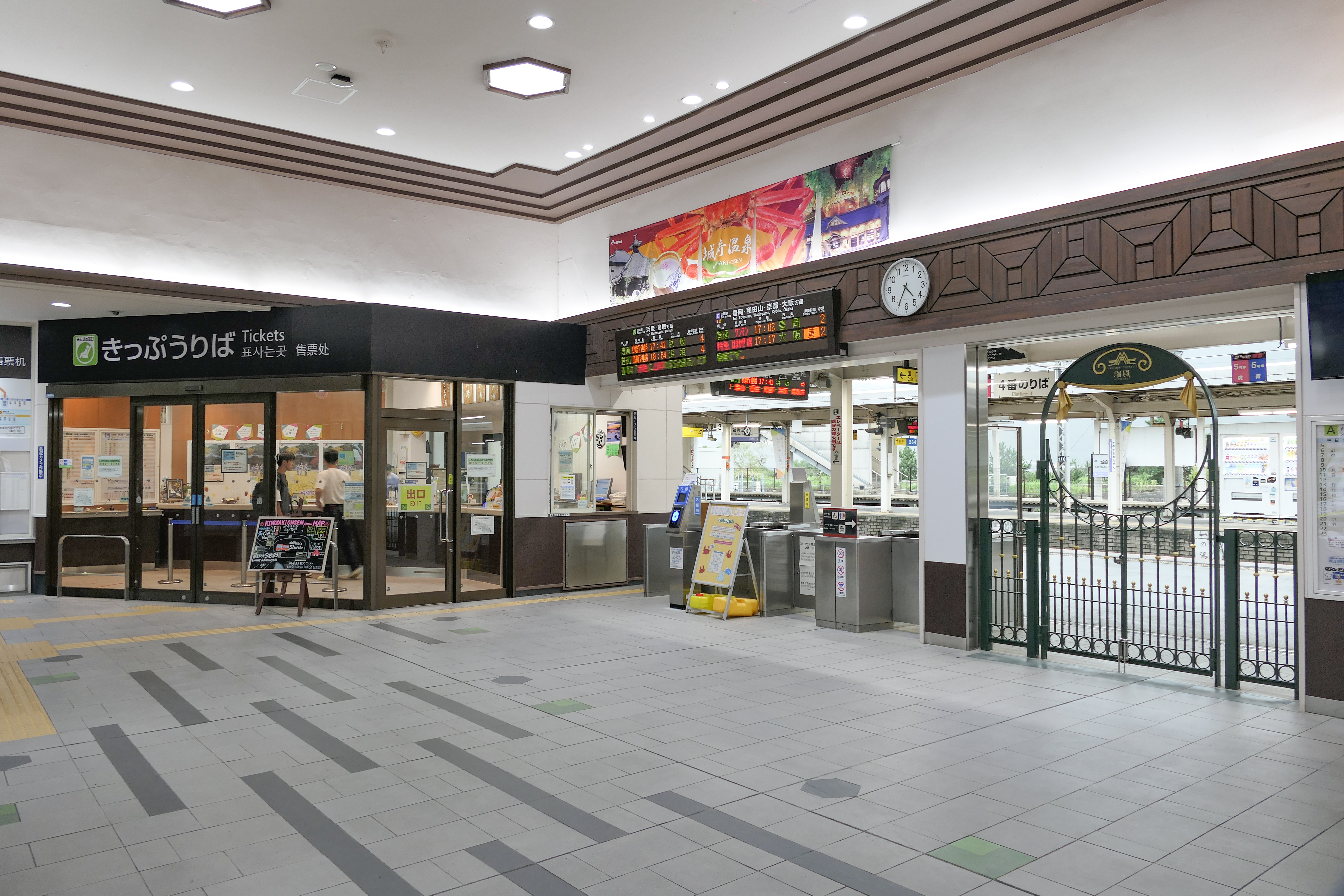
車站內部與驗票口(2023年9月)

## 簡介
本站原名城崎，在2005年之前原是所在行政區城崎町的主要車站，但2005年4月1日的平成大合併中城崎町被併入臨接的豐岡市之後，車站也配合改名為城崎溫泉，順便強調其作為北近畿地區著名觀光點城崎溫泉進出玄關的地位。
此站的站前可以見到號稱日本全國最大的車站站房溫泉「里之湯」（さとの湯），是城崎溫泉街諸多室外溫泉之一，也是該地唯一市營的溫泉。除了收費才能進入的室外溫泉浴池之外，也有附設可以免費使用的足湯供候車的旅客使用。
本站離流經此地的主要河川圓山川不遠，車站前緊鄰相接的就是滿佈大小旅館的溫泉街。在距離車站約500公尺處、溫泉街的盡頭，可以見到連結城崎溫泉街與大師山山頂的城崎纜車（城崎ロープウェイ）之山麓車站（與JR西日本所屬車站同樣被命名為「城崎溫泉」）。
此站在2000年時曾入選第一屆的近畿車站百選，入選當時站名仍稱為「城崎」。

## 車站結構
本站為島式和對向式3面4線的地面車站。站房位於4號月台側，各月台間透過跨線天橋連絡，2號月台至4號月台設有升降機。

### 月台配置
| 月台 | 路線     | 方向           | 目的地                       | 備註                         |
| ---- | -------- | -------------- | ---------------------------- | ---------------------------- |
| 1    | 山陰本線 | 上行           | 豐岡、和田山、京都、大阪方向 | 一部分於此站始發             |
| 2    | 山陰本線 | 下行           | 濱坂、鳥取方向               | 此站始發的普通、快速         |
| 2    | 山陰本線 | 上行           | 豐岡、和田山、京都、大阪方向 | 主要由香住方向往豐岡         |
| 3    | 山陰本線 | 主要為特急列車 | 豐岡、和田山、京都、大阪方向 |                              |
| 4    | 山陰本線 | 下行           | 濱坂、鳥取方向               | 包括特急「濱風」             |
| 4    | 山陰本線 | 上行           | 豐岡、和田山、京都、大阪方向 | 只限此站始發，主要普通、快速 |

## 使用情況
根據「豐岡市統計書」，2017年（平成29年）度1日平均上車人次為1,048人。
近年的1日平均上車人次如下表。
| 年度   | 1日平均 上車人次 |
| ------ | ---------------- |
| 1998年 | 1,301            |
| 1999年 | 1,303            |
| 2000年 | 1,288            |
| 2001年 | 1,242            |
| 2002年 | 1,155            |
| 2003年 | 1,125            |
| 2004年 | 1,052            |
| 2005年 | 1,052            |
| 2006年 | 1,017            |
| 2007年 | 1,016            |
| 2008年 | 971              |
| 2009年 | 942              |
| 2010年 | 905              |
| 2011年 | 968              |
| 2012年 | 1,001            |
| 2013年 | 1,035            |
| 2014年 | 1,070            |
| 2015年 | 1,080            |
| 2016年 | 1,028            |
| 2017年 | 1,048            |

## 相鄰車站
西日本旅客鐵道
  山陰本線
- 特急「東方白鸛」「城崎」始發終到站、特急「濱風」停車站

■快速
豐岡－（豐岡站到發的一部分停靠玄武洞站）－城崎溫泉－竹野
■普通
玄武洞－城崎溫泉－竹野

## 外部連結
- 城崎溫泉｜車站資訊：JR出門網 - 西日本旅客鐵道